# Bembidion coxendix
Bembidion coxendix är en skalbaggsart som beskrevs av Thomas Say 1823. Bembidion coxendix ingår i släktet Bembidion och familjen jordlöpare. Inga underarter finns listade i Catalogue of Life.